# 송정천 (울산)
송정천(松亭川)은 울산광역시 북구 창평동의 동화산 송정저수지에서 발원하여 서류하다가 태화강의 지류인 동천강으로 흘러드는 강이다. 다음 지도에서는 창평천이라고 표기하고 있다. 2008년 1월 19일 울산북구자원봉사센터는 농소1동 원지마을의 이 강 일대에서 환경정화활동을 펼쳤다.